# Ås, Trøndelag
Ås är centralorten i Tydals kommun i Trøndelag fylke i mellersta Norge. Orten ligger i Tydalen, där fylkesväg 705 möter fylkesväg 6732, norr om sammanflödet där det mindre vattendraget Tya mynnar ut i Nean.